# Kapellenberg (Taunus)
Der Kapellenberg nordwestlich von Hofheim im hessischen Main-Taunus-Kreis ist ein bewaldeter Höhenrücken, der sich als südlicher Ausläufer des Taunus mit 292 m ü. NHN Höhe eingangs des Lorsbachtals am Rand der Mainebene erhebt. Vom Aussichtsturm auf seinem Gipfel, dem Meisterturm, hat man einen weiten Blick über den Vordertaunus und die Oberrheinische Tiefebene. Hoch am Südhang liegt die namensgebende Bergkapelle.

## Geographie
Die Kuppe des Kapellenberges bildet ein kleines Plateau, während die Hänge im Westen, Süden und Osten abfallen in das Tal des Schwarzbachs und die Mainebene. Zum Norden hin setzt sich der Höhenzug über einen flachen Bergsattel zum Lorsbacher Kopf (308 m) fort.
Der Kapellenberg weist eine bis in die Jungsteinzeit zurückführende Siedlungsgeschichte auf. Besondere Bedeutung haben neben anderen Bauwerken der Ringwall und die Wallfahrtskapelle, welcher der Kapellenberg seinen heutigen Namen verdankt.
Der vollständig bewaldete Bergrücken ist mit dem Aussichtsturm und der Ausflugsgaststätte ein beliebtes Naherholungsziel. Neben dem historischen Rundweg führen eine Reihe von Spazier- und Wanderwegen über den Berg.

## Die Siedlungsgeschichte

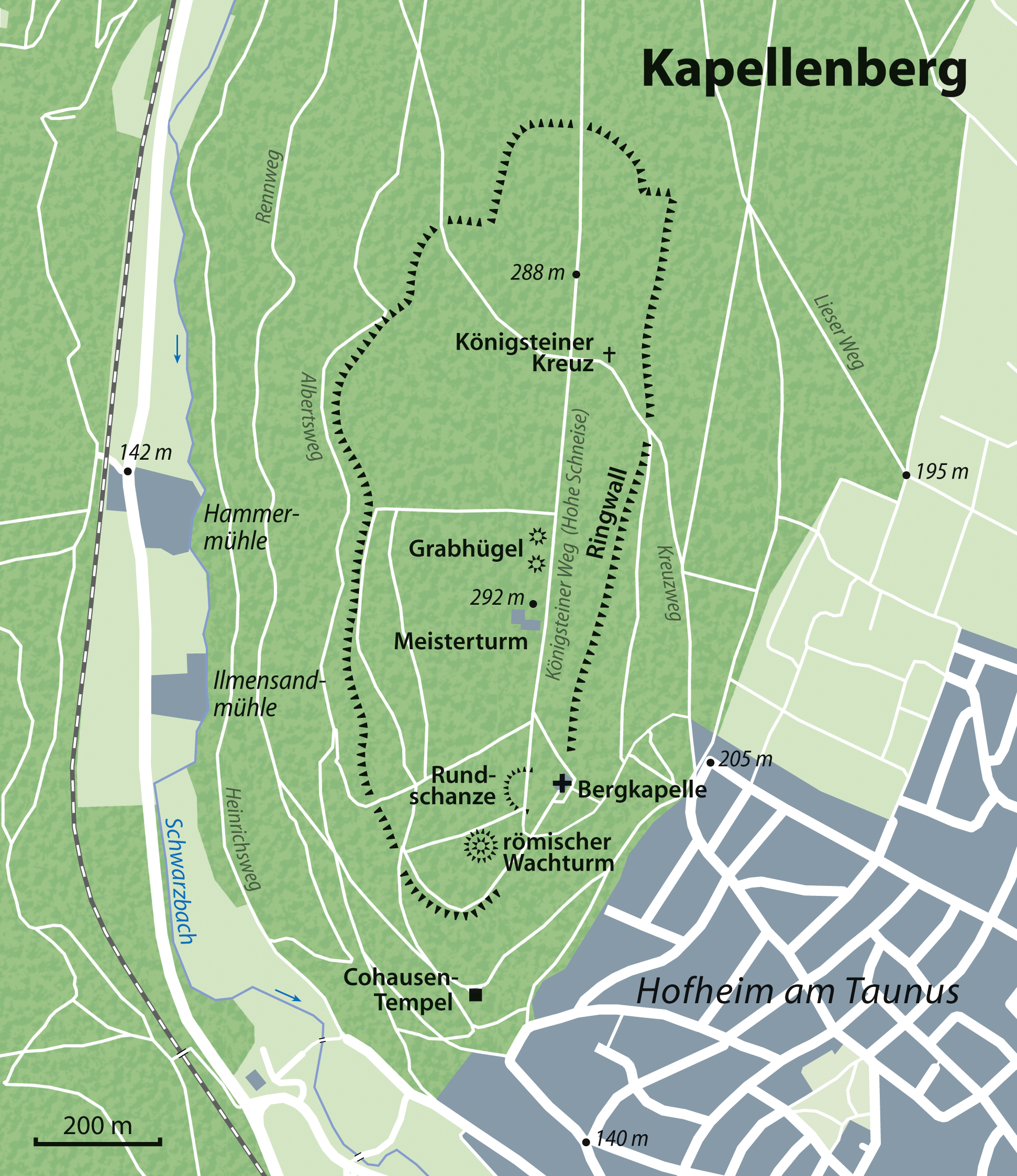
Übersichtskarte

Der Kapellenberg hatte schon seit der Jungsteinzeit eine besondere Bedeutung für die Region. Dies bezeugt unter anderem die große Ringwallanlage, die das Gipfelplateau nahezu vollständig umschließt und der Michelsberger Kultur zugeordnet wird.
Die Besiedlung war zwischen 3750 und 3650 v. Chr. mit annähernd tausend Bewohnern die größte in weiterem Umkreis. Zwei steinerne Beilklingen wurden im 19. Jahrhundert aus einer damals noch nicht als Grabhügel erkannten Erdanhäufung geborgen. Nach der Interpretation als Grabmonument werden sie von Archäologen im 21. Jahrhundert als Grabbeigaben für eine bedeutende Persönlichkeit angesehen. Eine der beiden Klingen ist aus Jadeit, ein Jadebeil. Nicht erhalten ist das eigentliche Grab im Zentrum des mit 90 Metern Durchmesser gewaltigen Hügels, der zwischen 4500 und 3750 v. Chr. aufgehäuft wurde.
Weitere Hinweise auf eine vor- bzw. frühgeschichtliche Besiedlung liefern die Überreste eines römischen Wachturms sowie eine kleine Rundschanze, die noch nicht historisch eingeordnet werden konnte.
Bedeutende Gebäude aus der jüngeren Geschichte sind unter anderem die Kapelle, der Meisterturm und der Cohausen-Tempel.